# A Message from the Country – The Jeff Lynne Years 1968/1973
A Message from the Country – The Jeff Lynne Years 1968/1973 es un álbum recopilatorio del músico británico Jeff Lynne con canciones de los grupos The Idle Race, The Move y Electric Light Orchestra, a los que perteneció, publicado por el sello discográfico Harvest Records en 1989.

## Lista de canciones
1. "Do Ya" – The Move
2. "The Minister" – The Move
3. "Girl at the Window" – The Idle Race
4. "Roll Over Beethoven" – ELO
5. "Words of Aaron" – The Move
6. "Mr. Radio" – ELO
7. "The Skeleton and the Roundabout" – The Idle Race
8. "Message from the Country"  – The Move
9. "Come with Me" – The Idle Race
10. "Morning Sunshine" – The Idle Race
11. "10538 Overture" – ELO
12. "Happy Birthday / The Birthday" – The Idle Race
13. "No Time" – The Move
14. "Showdown" – ELO
15. "In Old England Town" – ELO
16. "Big Chief Woolley Bosher" – The Idle Race
17. "Queen of the Hours" – ELO
18. "Follow Me Follow" – The Idle Race

- Datos: Q4658216